# Cantonul Beaumont-de-Lomagne
Cantonul Beaumont-de-Lomagne este un canton din arondismentul Castelsarrasin, departamentul Tarn-et-Garonne, regiunea Midi-Pyrénées, Franța.

## Comune
- Auterive
- Beaumont-de-Lomagne (reședință)
- Belbèse
- Cumont
- Escazeaux
- Esparsac
- Faudoas
- Gariès
- Gimat
- Glatens
- Goas
- Le Causé
- Lamothe-Cumont
- Larrazet
- Marignac
- Maubec
- Sérignac
- Vigueron